# خاخواريس دي كوردوبا
ريونيغرو أغيلاس  (بالإسبانية: Jaguares de Córdoba) هو نادي كرة قدم كولومبي.